# Лиман Первый (Харьковская область)
Лиман Первый (укр. Лиман Перший) — село, Двуречанская поселковая община, Купянский район, Харьковская область, Украина.
Код КОАТУУ — 6321883502. Население по переписи 2001 года составляет 280 (125/155 м/ж) человек.

## Географическое положение
Село Лиман Первый находится в 2-х км от реки Оскол (левый берег) и в 1-м км от реки Ольшана (левый берег). Село окружено лесным массивом (сосна), на расстоянии в 2 км расположены сёла Масютовка, Ольшана и Синьковка (Купянский район). Около села несколько озёр, в том числе озеро Виклино (~5 га), озеро Каричковский Лиман, возле села проходит железная дорога, станция Молчаново.

## История
- 1922 — дата основания.

## Экономика
- В селе есть молочно-товарная ферма.